# 4490 Бамбері
4490 Ба́мбері (4490 Bambery) — астероїд головного поясу, відкритий 14 липня 1988 року.
Тіссеранів параметр щодо Юпітера — 3,784.